# Doxocopa speciosissima
Doxocopa speciosissima är en fjärilsart som beskrevs av William James Kaye 1918. Doxocopa speciosissima ingår i släktet Doxocopa och familjen praktfjärilar. Inga underarter finns listade i Catalogue of Life.